# Hypoxylon rubellum
Hypoxylon rubellum är en svampart som beskrevs av Penz. & Sacc. 1897. Hypoxylon rubellum ingår i släktet Hypoxylon och familjen kolkärnsvampar.   Inga underarter finns listade i Catalogue of Life.